# Castillo Santa María de la Cabeza
El Castillo Santa María de la Cabeza es una fortaleza situada en la ciudad de Cumaná, Venezuela.

## Historia
Surge con la idea de construir un cuartel seguro y confiable en Cumaná. La propuesta nace en noviembre de 1668, del gobernador interino Juan Bautista de Utarte quien gestiona entre 1667 y 1670.
Posteriormente el nuevo gobernador Sancho Fernández de Angulo y Sandoval cuyo Mandato data de 1670 a 1675, retoma la idea de Bautista de Utarte y construye el castillo de Santa Maria de la Cabeza, el cual empieza en 1669 y culmina en 1673.
Para el momento, 1673, la ciudad cuenta con tres fortalezas las cuales son el de San Antonio , el de Santa Catalina y este último el de Santa maria de la Cabeza. Vale aclarar que los dos primeros son poco confiables, por tener sus estructuras físicas tan sencillas que no garantizan protección segura ante los ataques enemigos. De allí la edificación del castillo de Santa Maria de la Cabeza, más sólido y resistente, utilizado como residencia de gobernadores y guarnición militar.
Sin embargo el terremoto de 1797 causa graves daños a su estructura dejándolo prácticamente inhabitable. Luego, sobre sus ruinas se construye para 1800, la iglesia de la Virgen del Carmen reemplazando a la antigua Ermita del Carmen. En su entrada lateral que queda frente a la Basílica de Santa Inés a comienzos del siglo XX el cardenal Manuel Arteaga Betancourt que fue párroco construyó una réplica de la gruta del Santuario de Lourdes dedicada a la Virgen María con piedras traídas desde la gruta original en Francia, este cardenal construyó otras grutas en Margarita y Caracas pero esta es la más grande en Venezuela. El castillo fue declarado Bien de Interés Cultural y Patrimonio Municipal en mayo de 2005.